# カンタベリー物語

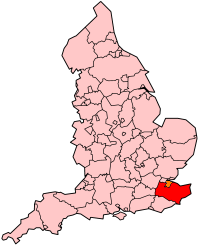
カンタベリー大聖堂のあるケント州の位置

『カンタベリー物語』（The Canterbury Tales）は、14世紀にイングランドの詩人ジェフリー・チョーサーによって書かれた物語集である。
聖トマス・ベケット廟があるカンタベリー大聖堂への巡礼の途中、たまたま宿で同宿した様々の身分・職業の人間が、旅の退屈しのぎに自分の知っている物語を順に語っていく「枠物語」の形式を取っている。これはボッカッチョの『デカメロン』と同じ構造で、チョーサーは以前イタリアを訪問した時に『デカメロン』を読んだと言われている。各人が語る物語は、オリジナルのものもあれば、そうでないものもあり、ジャンルは騎士道物語（ロマンス）、ブルターニュのレー、説教、寓話、ファブリオーと様々である。中英語で書かれている。

## 登場人物
| - 騎士 - 粉屋 - 親分 - 料理人 |  | - 法律家 - バースの女房 - 托鉢僧 - 刑事 |  | - 学僧 - 貿易商人 - 騎士の従者 - 郷士 |  | - 医者 - 赦罪状売り - 船長 - 尼寺の長 |  | - チョーサー - 修道院僧 - 尼寺侍僧 - 第二の尼 |  | - 僧の従者 - 大学賄人 - 牧師 - 宿屋の主人 |

## あらすじ

### 総序（General Prologue）
|  |  |  |

Whan that Aprill, with his shoures soote

The droghte of March hath perced to the roote

And bathed every veyne in swich licour,

Of which vertu engendred is the flour;
4月、チョーサーはカンタベリー大聖堂への巡礼を思い立ち、ロンドンのサザーク（Southwark）にある「陣羽織（Tabard Inn）」という宿屋に泊まっている。そこに、聖職者・貴族・平民と雑多な構成の巡礼団がやってくる。チョーサーと宿屋の主人も仲間に加わり一緒に旅することになる。この時、宿屋の主人ハリー・ベイリー（Harry Bailey）がある提案をする。旅の途中、全員が2つずつ面白い話をし、誰の話が最高の出来か、競い合おうというのである。全員がそれに賛成し、宿を出発する。最初の語り手はクジで騎士に決まる。（858行）

### 騎士の話（The Knight's Tale）
|  | 【第一部】アテネ大公のセーセウスは女人国スキタイを滅ぼし、その女王イポリタと結婚、彼女とその妹エミリーを伴いアテネへと向かう。その帰途、テーベの支配者クレオンの暴虐を訴える黒衣の婦人らの訴えを聞き、テーベを討伐。囚われたテーベの王族の若者、パラモンとアルシーテとをアテナイの塔に幽閉する。その後その二人は塔の窓からエミリーを見て恋のライバルとなる。やがてアルシーテは友人ペロセウス公の願いにより解放されるが、同時にアテナイからの追放を言い渡される。 【第二部】追放されたアルシーテは身をやつしてアテナイに戻り、フィロストラーテという名前でテセウスの宮廷に仕える。投獄から七年後に脱獄し茂みに潜んでいたパラモンは逍遥するアルシーテと出くわす。二人は決闘の約束を取り付け、翌日その決闘のさなかに狩に出て来たテセウス公に問い質される。事実を知ったテセウス公はその一年後にそれぞれ百人の騎士を引き連れさせて馬上槍試合を行い、勝ったものにエミリーを嫁がせることにする。 【第三部】テセウス公が建設した試合場とそれに付属するヴィーナス、マルス、ダイアナの神殿の様子と、二人が引き連れた騎士らの様子、パラモンがアフロディーテに、アルシーテがマルスに、エミリーがアルテミスに祈りを捧げた様子が語られる。 【第四部】試合にはアルシーテが勝利しエミリーの愛を勝ち取るものの、神々の事情からサゥルヌスが怪物を送りアルシーテを事故死させる。その今際の際にアルシーテはエミリーが結婚する場合にはパラモンがふさわしいと告げる。盛大な葬儀が開かれ、数年経ったのちアテネの議会とテセウスはパラモンとエミリーを結婚させる。 ボッカッチョの叙事詩『Teseida delle nozze di Emilia』に基づいているが、『Teseida』が9000行なのに対して『騎士の話』は2000行ちょっとしかなく、さらに内容も「騎士道物語」に変更されている。プロットの一部が失われているが、以前チョーサーが翻訳したことのあるボエティウスの『哲学の慰め』に主に想を得た哲学的な伏線が加えられている。 この物語はウィリアム・シェイクスピアとジョン・フレッチャー共作の戯曲『二人の貴公子』の原作となった他、1700年にはジョン・ドライデンによってとして当時の英語に翻訳された（『パラモンとアルシット（Palamon and Arcite）』）。 |

### 粉屋の話（The Miller's Tale）

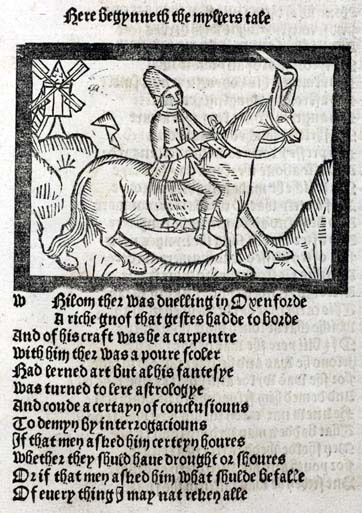
1492年のフォリオから粉屋の絵

#### 粉屋の話・序
チョーサーはこれから語る話は下品な話だが、あくまで粉屋が語ったことで、読む読まないは読者の自由だと断ってから、話を始める。

#### 粉屋の話
大工の家に下宿していた書生ニコラスは、大工の若妻アリスーンと恋仲になる。『聖書』の「ノアの方舟」規模の大洪水が来ると大工を騙して、屋根の下に吊り下げた桶の中に避難させた隙に、二人は大工のベッドでいちゃつく。そこに、アリスーンに横恋慕する教会役員のアブソロンがやってきて、窓越しにキスさせろと頼むので、ニコラスが尻をつきだし、屁をかませるが——。
『騎士の話』で描かれた「宮廷の愛」とは対照的な、下品・猥褻・風刺的な「寝取られ」がテーマのファブリオーである。

### 親分の話（The Reeve's Tale）

#### 親分の話・序
全員が粉屋の話に大笑いしたが、荘園の親分オズワルドは面白くない。昔、大工をしていたからだった。そこで逆襲とばかり、粉屋をばかにした話を始める。

#### 親分の話
粉屋のシムキンは大悪党で、見学に来たカンテブリッジ大学ソレル・ハルの学生ジョンとアレンから汚い手で粉を騙し取る。しかし、学生たちに一夜の宿を貸したところ——。
『デカメロン』第9日第6話にも使われた、当時人気のファブリオーに基づいている。

### 料理人の話（The Cook's Tale）

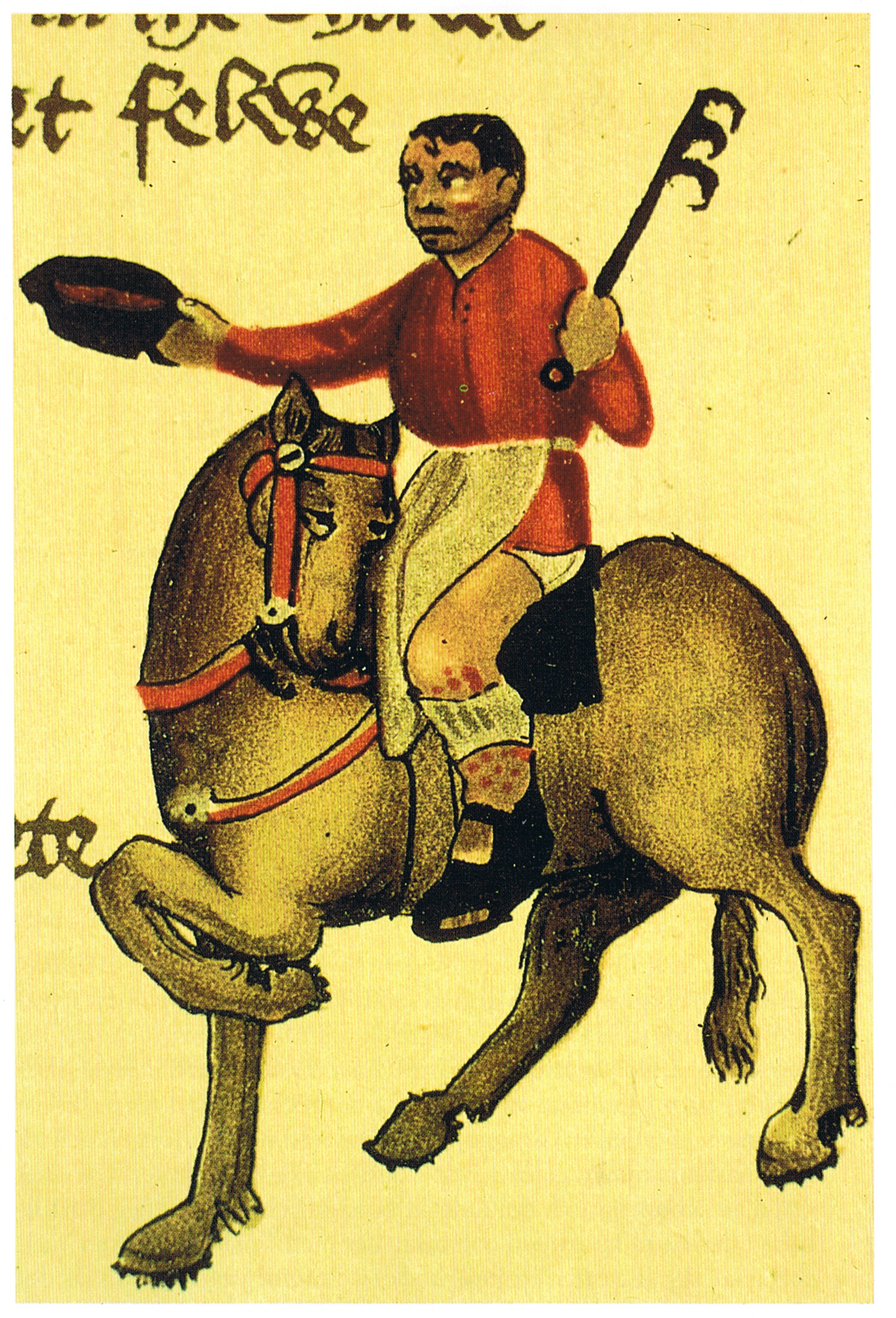
エルズミア写本の料理人の絵

#### 料理人の話・序
料理人のロジェルが話を始める。

#### 料理人の話
道楽者の丁稚小僧の話。しかし58行で中途半端に終わっていて、未完と言われるが、チョーサーはわざとそうしたのだと主張する研究者もいる。

### 法律家の話（The Man of Law's Tale）

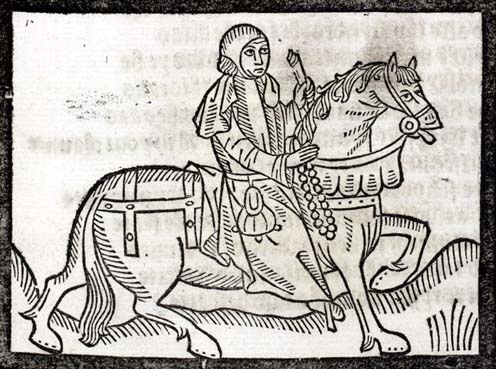
1492年のフォリオから法律家の絵

#### 法律家の話・序
この中で、法律家がチョーサーの作品（『公爵夫人の書（The Book of the Duchess）』と『善女伝説（The Legend of Good Women）』）について言及している。

#### 法律家の話
数奇な運命を辿るローマ皇帝の王女クスタンス姫の話。クスタンス姫に恋をしたシリアのサルタンはキリスト教に改宗し、クスタンスを王妃に迎える。しかし、サルタンの母親の陰謀でサルタンは虐殺され、クスタンスは海に流される。長い漂流の末、クスタンスは奇跡的にグレートブリテン島のノーサンバーランドに漂着する。その地の王アラ（モデルとなったのは実在のノーサンバランド王Ælla）はクスタンスを気に入り、キリスト教に改宗し、結婚。マウリシュウスという子が生まれるが、王の母親の陰謀で子供とともに海に流されるが——。
1387年頃に書かれた。ジョン・ガワーが『恋人の告白（Confessio Amantis）』で取り上げた、ニコラス・トリヴェット（Nicholas Trivet）の『年代記』の中の挿話に基づく。

### バースの女房の話（The Wife of Bath's Tale）

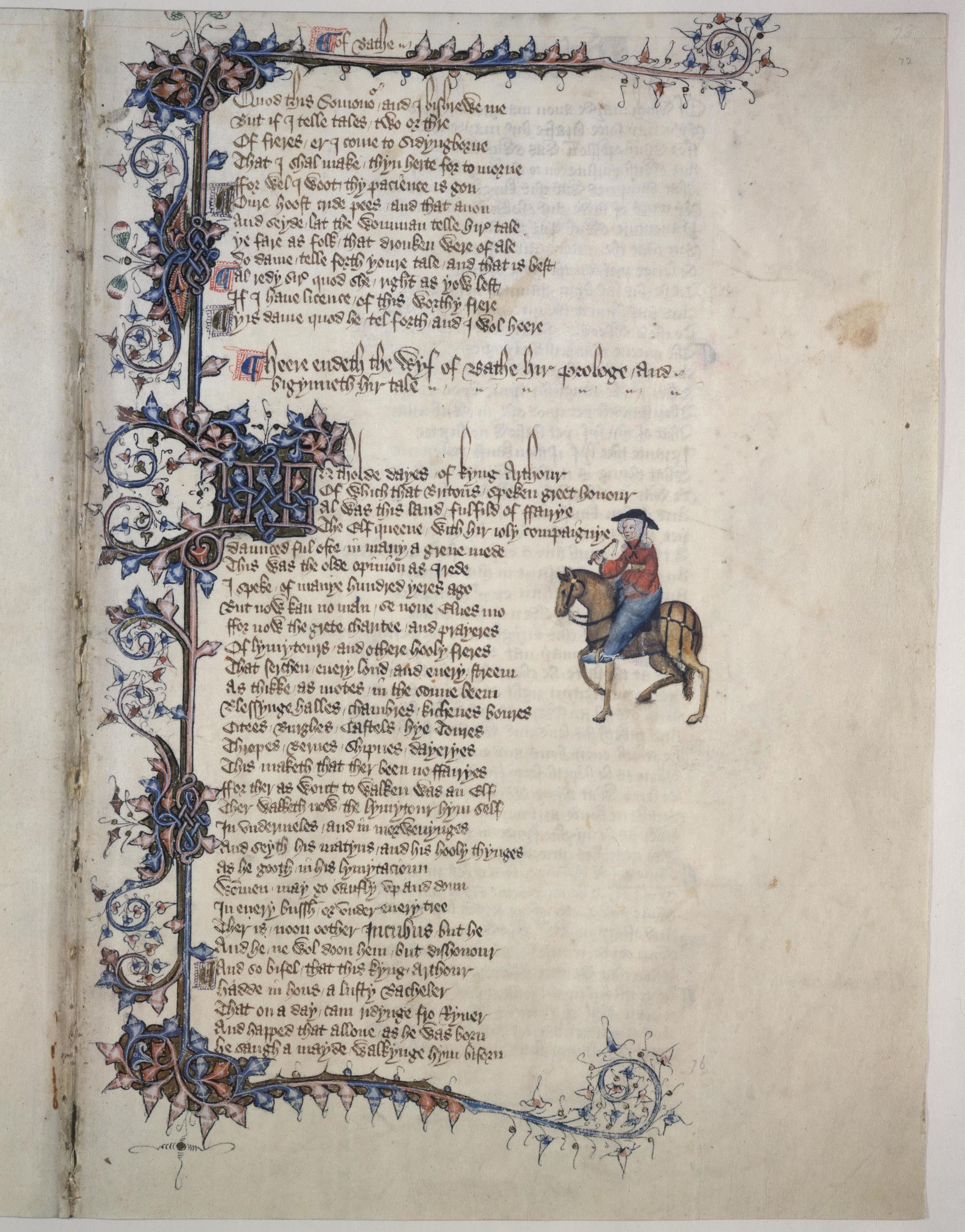
エルズミア写本の『バースの女房の話』の表紙

#### バースの女房の話・序
5度の結婚歴のあるバースの女房（アリスーン）が、自分の人生について長々と語る。その中で、バースの女房は、イエス・キリストは決して複数の結婚を否定しなかったし、アブラハムやヤコブやソロモン王も二人以上の妻を持ったと例証することで自分の生き方を正当化し、さらに貞節や処女性を重視する価値観を次々と論破してゆく。

#### バースの女房の話
アーサー王は、死刑の決まった家来の若い騎士に対して、命を助ける条件として「女は何が一番好きか」の答えの探索を命じ、1年と1日の猶予を与える。騎士は旅の途中に出会った醜い老婆からその答えを教えてもらい、王宮でそれを言うと、女性全員の同意を得られ、無事死刑を免れた。しかし、老婆はその御礼に騎士に「結婚」を求め、無理矢理結婚させられる。そして、新婚の床に入ることになったが——。
中世文学の「Loathly lady（嫌でたまらない女）」モチーフを利用している。その古い例ではアイルランド神話の『Niall Noígíallach』がある。アーサー王の甥ガウェインを主人公にした『ガウェイン卿とラグネル婦人の結婚（The Wedding of Sir Gawain and Dame Ragnelle）』やバラッド『ガウェイン卿の結婚（The Marriage of Sir Gawain）』も『バースの女房の話』と同じ話である。

### 托鉢僧の話（The Friar's Tale）

#### 托鉢僧の話・序
托鉢僧が、巡礼団の中の刑事を挑発する話を始める。

#### 托鉢僧の話
無実の人を偽りの罪で教会裁判所（Ecclesiastical court）に召喚すると脅して、金をまきあげる悪徳刑事は、偶然出会った郷士と兄弟の契約を交わすが、実は郷士は悪魔だった。刑事は、相手が悪魔と知りながら、さらなる悪事を働こうとするが——。

### 刑事の話（The Summoner's Tale）

#### 刑事の話・序
『托鉢僧の話』に対する刑事の逆襲。

#### 刑事の話
物乞いして暮らしている托鉢僧の話。托鉢僧からしつこく寄進を迫られた病人が、托鉢僧の仲間たちに等分することを条件にとんでもないものを寄進する。

### 学僧の話（The Clerk's Tale）

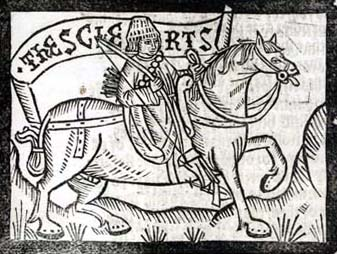
1492年のフォリオから学僧の絵

#### 学僧の話・序
オックスフォルド大学の学僧が話を始める。

#### 学僧の話
サルッツォー侯ワルテルは家臣から結婚を迫られ、貧しい田舎娘グリセルダを妻に娶る。グリセルダは良妻の鑑のような女性だったが、ワルテルはグリセルダの自分への愛を試そうと、とんでもないことを考える。
『デカメロン』に出てくる話で、おそらく口承文学から採られたものだろうと指摘されている。1374年にペトラルカが高徳・貞節を表す教訓的逸話としてラテン語に翻訳し、学僧はそのペトラルカから聞いた話と「序」で前置きしている。ペトラルカの詩は1382年から1389年頃、Philippe de Mézièresによってフランス語にも翻訳されている。
『バースの女房の物語』のアンチテーゼとも言える話だが、結句がついていて、その中でチョーサーは自分の妻を試す夫は愚か者だと注釈している。

### 貿易商人の話（The Merchant's Tale）

#### 貿易商人の話・序
人生経験豊かな貿易商人が話を始める。

#### 貿易商人の話
ロムバルジヤの独身騎士ジャニュアリは60歳にして結婚を思い立ち、メイという若妻を娶る。しかし、ジャニュアリは失明し、妻の浮気を警戒して、片時とも自分のそばから離さない。メイにはダミアンという恋人がいて、庭の樹の上（夫の頭上）で密会しようと計画するが——。
『デカメロン』第7日第9話、ユスタシュ・デシャン（Eustache Deschamps）の『Le Miroir de Mariage』、ギヨーム・ド・ロリス（Guillaume de Lorris）の『薔薇物語』（伝えられるところではチョーサーが英訳した）、アンドレアス・カペラヌス（Andreas Capellanus）、スタティウス（Statius）、『Catonis Disticha（カートーの二行連句）』の影響が見られる。神々（プルートーとプロセルピナ）が事件を見守っていたり、話の途中途中に作者の注釈が挿入されている。テオフラストス作品のような反フェミニズム文学を揶揄っている。

### 騎士の従者の話（The Squire's Tale）

#### 騎士の従者の話・序
この従者は騎士の息子にあたる。

#### 騎士の従者の話
第1部はダッタンの王カムビンスカンの在位20年を祝う話。瞬間移動能力を持つ馬、誰が敵で誰が味方かわかる鏡、鳥と会話ができる指輪がお祝いの品として献上される。第2部は、指輪でハヤブサと会話をするカナセ姫の話。第3部は未完。

### 郷士の話（The Franklin's Tale）

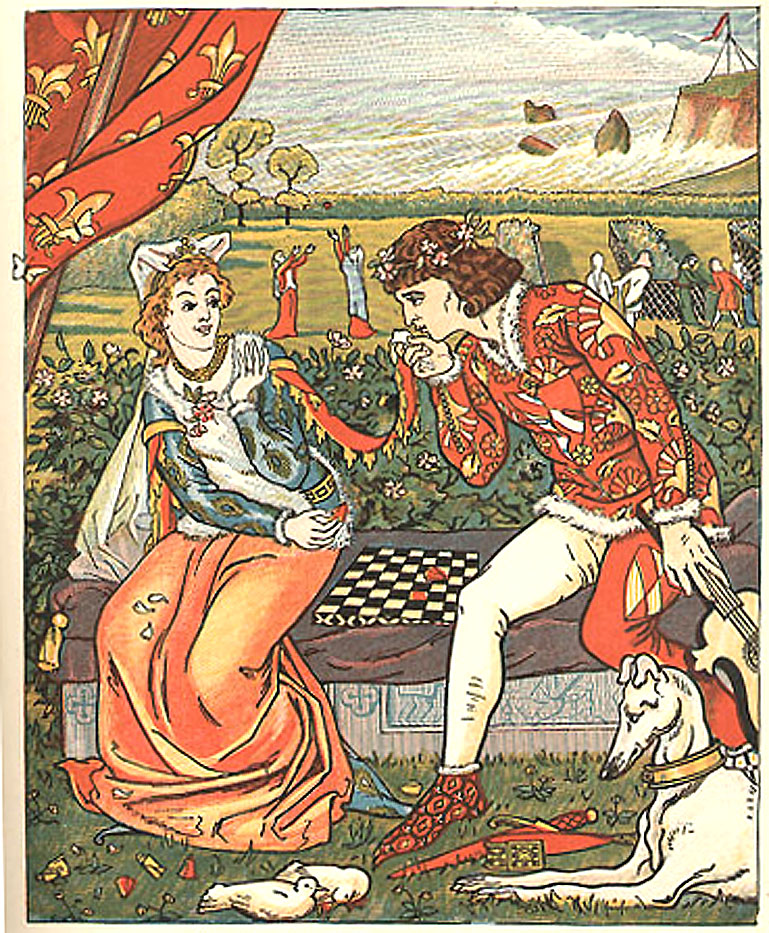
Haweis夫人による1877年版の『郷士の話』の挿絵

#### 郷士の話・序
ブルターニュのレーを紹介すると前置きして、話を始める。

#### 郷士の話
ブルターニュの騎士アルヴェラグスがグレートブリテン島で武者修行をしている間、フランスに残された妻ドリゲンにアウレリュウスという若者が恋をする。ドリゲンはアウレリュウスの求愛を断るため、ブルターニュに現実では絶対起こりえない満潮を起こすことができたら応じてもいいという条件を出す。しかし、アウレリュウスは奇術家に頼み、それが起きたように見せる。ドリゲンは絶望して自殺を覚悟する。そこに夫のアルヴェラグスが帰還して——。
「序」ではブルターニュのレーに由来すると言っているが、実際にはボッカッチョの作品から採られたものである。

### 医者の話（The Physician's Tale）
ローマの貴族ヴィルジニュウスの美しい娘ヴィルジニヤを手に入れたい裁判官アビュウスは、手下に「その娘は自分の娘で、子供の時誘拐された」と偽証させ、引き渡しを求める。しかしヴィルジニヤは、恥辱よりもいっそ殺して欲しいと父親に懇願する。
ティトゥス・リウィウスの『ローマ建国史（Ab Urbe condita）』の話で、『薔薇物語』、ジョン・ガワー『恋人の告白』にも取り上げられている。チョーサーは『聖書』のエフタの話からも着想を得ている。

### 免罪符売りの話（The Pardoner's Tale）

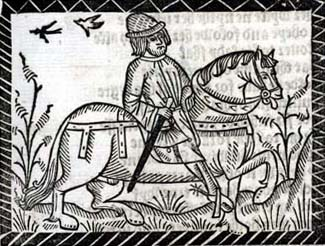
1492年のフォリオから免罪符売りの絵

#### 免罪符売りの話・序
金儲けの説教で鍛えたことを前置きして、赦罪状売りが話を始める。

#### 免罪符売りの話
フランドルに住む大酒飲みの悪漢3人が「死」（俗に言う死神）を退治に出かけ、大金を見つける。1人に酒を買いに行かせ、その間、残りの2人はその男の殺害を企むが——。
「教訓的逸話」の形式。インドのジャータカ「第48話 ヴェーダッパ前生物語」（Vedabbha-jataka）が影響を与えたことで知られている。

### 船長の話（The Shipman's Tale）
成金でケチな商人と贅沢好きの妻の話。家に出入りする僧は、妻から100フランの借金を申し込まれる。お金を貸してくれればどんなサービスをしてもいいと言う。僧は夫から別の理由で100フラン借りて、その金で妻と寝るが——。
ファブリオーの形式。似た話が『デカメロン』の中にある。

### 尼寺の長の話（The Prioress' Tale）

#### 尼寺の長の話・序
聖母マリアへの祈りを捧げてから、尼寺の長は話を始める。

#### 尼寺の長の話
ユダ人に殺されて殉教した子供の話。子供は信仰篤く、死んでも賛美歌を歌い続けた。
中世キリスト教ではありふれた話だったが、後には反ユダヤ主義的な話として批判されている。

### チョーサーの話 サー・トーパス物語（Chaucer's Tale of Sir Topas）

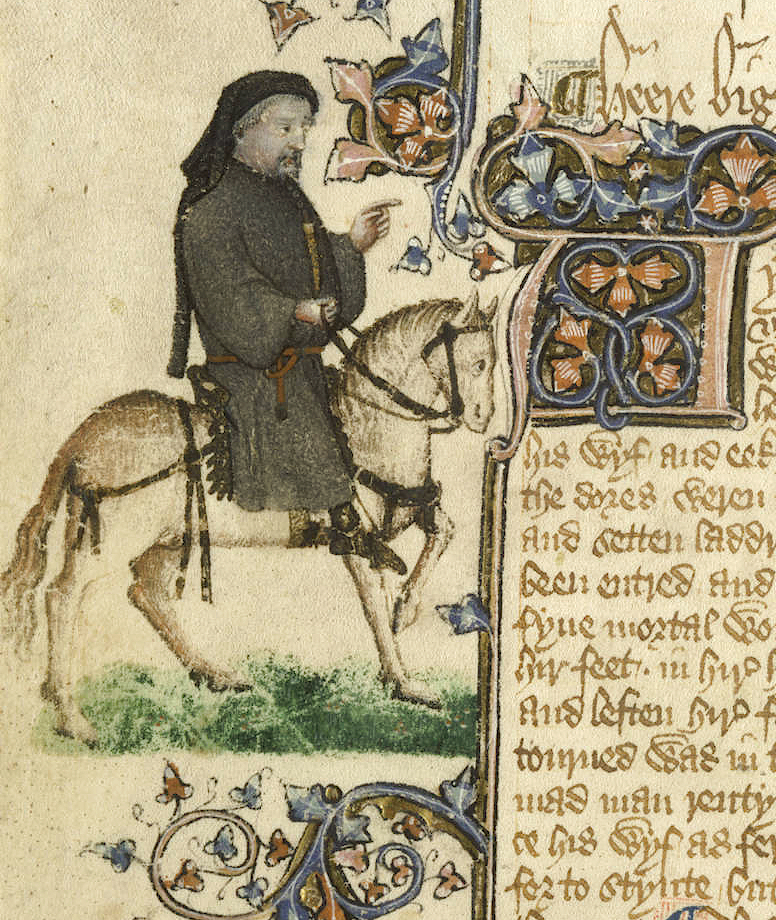
エルズミア写本からチョーサー本人の肖像

#### チョーサーの話 サー・トーパス物語・序
チョーサーが宿屋の主人に乞われて、韻文で話を始める。

#### チョーサーの話 サー・トーパス物語
妖精の女王との結婚を望むサー・トーバスは、妖精の国を見つけるが、女王を守る巨人サー・オリファウント（象）から決闘を挑まれるが——まで話したところで、宿屋の主人から「つまらないから話をやめてくれ」と言われ、打ち切られる。チョーサーはしかたなく、代わりに散文で『メリベ物語』を話し始める。
騎士道物語のパロディ。擬似英雄詩の趣もある。サー・トーパスの名前はトパーズに由来する。

### メリベ物語（The Tale of Melibee）
メリベウスとその妻プルデンスの物語。留守中、妻と娘を襲って怪我を恐れた連中に対し、メリベウスは相談役の人々を招集し、復讐することを決める。しかしプルデンスはおびただしい古人の格言やことわざを引用して、夫に復讐を思いとどまらせる。
アルベルターノ（Albertano）の『慰安と忠告（Liber consolationis et consili）』をフランス語に翻訳したRenaud de Louensの『メリベとプリデンス（Livre de Melibée et de Dame Prudence）』の翻訳。当時人気のあった話と思われる。冗談にしては1000行以上と長いため、現代英語版では省略され、あらすじや宗教的・哲学的意図を簡単に紹介するにとどめることが多い（たとえばNevill Coghill訳のペンギン・クラシック版）。

### 修道僧の話（The Monk's Tale）

#### 修道僧の話・序
修道僧は100以上の悲劇を知っていると前置きして、話を始める。
修道僧のいう「悲劇」とはアリストテレスの定義する「悲劇」、つまり王侯・貴族など高貴な人が転落していく話を指す。

#### 修道僧の話
悲劇を短く次々に紹介してゆく。順に、ルシファー、アダム、サムソン、ヘラクレス、ネブカドネザル、ベルシャザル、ゼノビア、ペドロ1世、キプロスのペトロ王（Peter I of Cyprus）、ベルナボ・ヴィスコンティ、ウゴリーノ・デッラ・ゲラルデスカ、ネロ、ホロフェルネス、アンティオコス4世エピファネス、アレクサンドロス大王、ガイウス・ユリウス・カエサル（ジュリアス・シーザー）、クロイソス。しかし、騎士から「もうたくさんだ」と言われ、話は打ち切られる。
基本構造はボッカッチョの『王侯の没落（De Casibus Virorum Illustrium）』から、また、ウゴリーノ・デッラ・ゲラールデスカの話はダンテ『神曲』から取られている。

### 尼院侍僧の話（The Nun's Priest's Tale）

#### 尼院侍僧の話・序
修道院僧の話が打ち切られ、面白い話を求められ、話が始まる。

#### 尼院侍僧の話
雄鶏のチャンティクリアはずる賢い狐にさらわれるが——。
「狐物語」と呼ばれるもので、『チャンティクリアときつね（Chanticleer and the Fox）』という名前でも知られる。動物寓話であり、擬似英雄詩でもある。チョーサーはマリー・ド・フランスの『Del cok e del gupil』（12世紀）と『ロマン・ド・ルナール（Le Roman de Renart）』を翻案した。アイソーポス（イソップ）の影響もある。1480年代頃、ロバート・ヘンリスン（Robert Henryson）は『尼院侍僧の話』を、自著『イソップ寓話集（The Morall Fabillis of Esope the Phrygian）』の中の『Taill of Schir Chanticleir and the Foxe』の素材とした。1951年にゴードン・ジェイコブが、1976年にマイケル・ジョン・ハード（Michael John Hurd）がそれぞれこの詩に作曲した（ハード版の題名は『Rooster Rag』）。ウォルト・ディズニー・カンパニーは映画原作として『Chanticlere and the Fox - A Chaucerian Tale』を出版したが、映画は完成しなかった。1991年のドン・ブルース（Don Bluth）の映画『Rock-a-Doodle』の主人公の雄鶏の名前は「チャンティクリア」だった。

### 第二の尼の話（The Second Nun's Tale）

#### 第二の尼の話・序
聖母マリアへの祈りを捧げてから、話を始める。

#### 第二の尼の話
聖セシリアの話。敬虔なキリスト教徒セシリアはヴァレリアン（ヴェレリアヌス）という男の元に嫁ぐ。その初夜、セシリアはヴァレリアンを説得し、ウルバンのところに向かわせ、ヴァレリアンはキリスト教に改宗する。その後、弟のティブルスも改宗するが、ことごとく殉教する。
中世に人気のあった聖人伝（Hagiography）の形式。

### 僧の従者の話（The Canon's Yeoman's Tale）

#### 僧の従者の話・序
巡礼団が旅を続けていると、カノン（僧）とその従者が追いつく。従者が何か喋ろうとすると僧は逃げてゆく。残った従者が、主人は錬金術師であることを告げ、別の錬金術師の話を始める。

#### 僧の従者の話
錬金術師のいかさまの手口が詳細に語られる。
ベン・ジョンソンの戯曲『錬金術師（The Alchemist）』と多くの類似点がある。

### 大学賄人の話（The Manciple's Tale）

#### 大学賄人の話・序
酔っぱらいの賄人が話を始める。

#### 大学賄人の話
まだ白く、声も美しかったカラスをアポロが黒く、汚い声に変えた話。
オウィディウスの『変身物語』にある話で、ジョン・ガワーの『恋人の告白』にも含まれ、当時人気があった。

### 牧師の話（The Parson's Tale）

#### 牧師の話
『カンタベリー物語』中、最も長い話で、高徳な生き方についての説教で、七つの大罪について語られる。散文で書かれている。

### チョーサーの撤回（Chaucer's Retraction）
最後にチョーサーは、これまで書いてきた世俗的作品を撤回すると言う。その作品とは、『トロイラスとクレセイデ（Troilus and Criseyde）』、『誉の館（The House of Fame）』、『善女伝説（The Legend of Good Women）』、『公爵夫人の書（The Book of the Duchess）』、『百鳥の集い（Parlement of Foules）』、そして『カンタベリー物語』の一部の話である。
『牧師の話』を受けてのチョーサーの懺悔の表明か、作品の宣伝かは不明である。こうした詩はパリノードと呼ばれる。

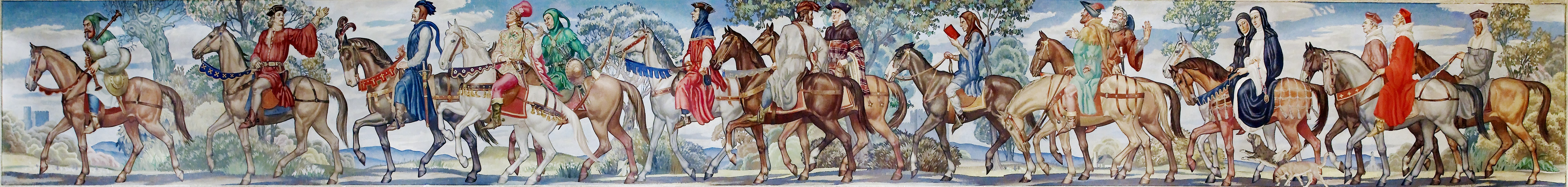
ワシントンD.C.、Library of Congress John Adams Buildingのエズラ・ウィンターによる壁画（1939年）

なお、『総序』で約束した「全員が2つずつ」語らず、「勝者」も決まらずに話は終わる。チョーサーは元々は120の話（30人x往路2・復路2）を語るつもりだったが、24を語り終えただけで亡くなってしまった。

## テキストと順番
『カンタベリー物語』の中世の写本は全部で83あることがわかっていて、その数は、中英語で書かれた本では『Ayenbite of Inwyt』（ケント方言）を除いて他に並ぶものはない。これは『カンタベリー物語』の人気の高さを表している。83の写本のうち55は完全版だったと見られ、残り28（もしくはそれ以上）は断片だが、それが個別の話の写しなのか、あるいは、一部なのかを特定することは難しい。話の細かな差異は明らかに筆耕のミスである。しかし、それ以外はチョーサー本人が絶えず加筆・修正をしていたことを暗示している。これこそ『カンタベリー物語』の決定版だというものは存在しない。話の順番についても同様である。話の繋がりから、『カンタベリー物語』の各話を以下の断片に分けることができる。
| 断片        | 話                                                     |
| ----------- | ------------------------------------------------------ |
| 断片1（A）  | 総序、騎士、粉屋、親分、料理人                         |
| 断片2（B1） | 法律家                                                 |
| 断片3（D）  | バースの女房、托鉢僧、刑事                             |
| 断片4（E）  | 学僧、貿易商人                                         |
| 断片5（F）  | 騎士の従者、郷士                                       |
| 断片6（C）  | 医者、赦罪状売り                                       |
| 断片7（B2） | 船長、尼寺の長、チョーサー、メリベ、修道院僧、尼院侍僧 |
| 断片8（G）  | 第二の尼、僧の従者                                     |
| 断片9（H）  | 大学賄人                                               |
| 断片10（I） | 牧師                                                   |

この順番は、写本のうちもっとも美麗なエルズミア写本（Ellesmere manuscript、略称：El）の順番で、数世紀にわたって、そして現在でもなお、多くの編者がこの順番に従っている。現在、エルズミア写本の筆耕はチョーサーの下で働いていたアダム・ピンクハースト（Adam Pinkhurst）だということがわかっている。しかし、現存する中で最古の写本と見られているHengwrt写本（Hengwrt Chaucer、略称Hg）は順番が異なっていて、抜けている話もある。Hengwrt写本にしてもチョーサーの死後編纂されたもので、チョーサーのオリジナルのものはない。また、ヴィクトリア朝には断片2の後に断片7を置くことが多かったり、他にもいろいろな順番がある。
印刷されたもので最古のものはウィリアム・キャクストン（William Caxton）による1478年の版だが、その元となった写本は現在では失われている（しかし83の写本の中には数えられている）。

## 分析

### ジャンルと構造
『カンタベリー物語』の構造は枠物語と呼ばれるものである。しかし、チョーサーは他の枠物語には見られない工夫を凝らしている。多くの枠物語は1つの（たいていは宗教的な）テーマに絞っている。『デカメロン』ですら日ごとのテーマが決められていた。しかし『カンタベリー物語』では、テーマのみならず、語り手の階級、各話の韻律、スタイルにも多様化がはかられている。巡礼団という設定がそれを可能にし、さらに話を競い合うという設定は、話をバラエティ豊かにし、様々なジャンル、スタイルに精通したチョーサーの腕の見せ所となった。
物語の構造が線形であるが、ただ話が順番に語られるだけではない。『総序』においてチョーサーは物語を語らず、語り手となる登場人物たちを紹介する。これは『カンタベリー物語』が全体的なテーマより、登場人物のキャラクターに重きを置いていることをはっきりと示している。話が済んだ後で登場人物たちが感想を述べ合ったり、他人の話を遮ったり、話の途中で口を挟んだりする。
巡礼団がいつ・どこにいるのかに関して、チョーサーはあまり気を遣っていない。巡礼そのものではなく、語られる話に専念しているように見える。

### スタイル
話のバラエティさは、チョーサーの様々な修辞形式、文学様式への熟知を示している。当時の修辞学はこうした多様性を奨励し、（ウェルギリウスが提起したように）修辞形式と語彙の濃さによって文学が格付けされた。一方、アウグスティヌスは話の内容よりも聴き手の反応に重きを置き、文学を説得力などから3段階に分類した。つまり、作家は語り手・テーマ・聞き手・目的・流儀・機会を心に留めて書くことを求められた。チョーサーは自由にスタイルを変え、そのどれにも偏愛を示していない。聞き手は読者だけでなく、本の中の語り手もそうだと考え、多層的・多義的な修辞的パズルを作り上げた。
しかし、階級が低いからといって知識も低いようにはしなかった。たとえば下層階級の粉屋の話は確かに下品だが、その語り口には驚くべき修辞技法を駆使している。しかし、語彙に関しては、「女性」のことを上流階級には「lady」と言わせているのに対して、下層階級には「wenche」と例外なく言わせている。時には、同じ語が階級によって違うものを意味することもある。たとえば「pitee」という語は、上流階級にとっては高貴さの概念だが、貿易商人には「性交」の意味である。騎士の話が当時としては極端なくらい単純な語り口なのに対して、尼院侍僧の話などは、下層階級で使われていた語を用いて、驚くべき技巧を見せている。
『メリベ物語』と『牧師の話』が散文で、残りはすべて韻文で書かれている。韻文はほぼ全部が10音節詩行（Decasyllable）である。おそらくフランスとイタリアの詩形から借りてきたものと思われる。他に「riding rhyme」（『カンタベリー物語』で馬に乗りながら話すことから）も使われ、時々、行の中央にカエスーラ（中間休止）が入る。riding rhymeは15世紀・16世紀にヒロイック・カプレットに発展し、弱強五歩格の原型でもあった。しかし、チョーサーはカプレットだけになることを避け、4つの話（法律家、学僧、尼寺の長、第二の尼）では帝王韻律（ライム・ロイヤル）を使っている。

### 歴史的文脈

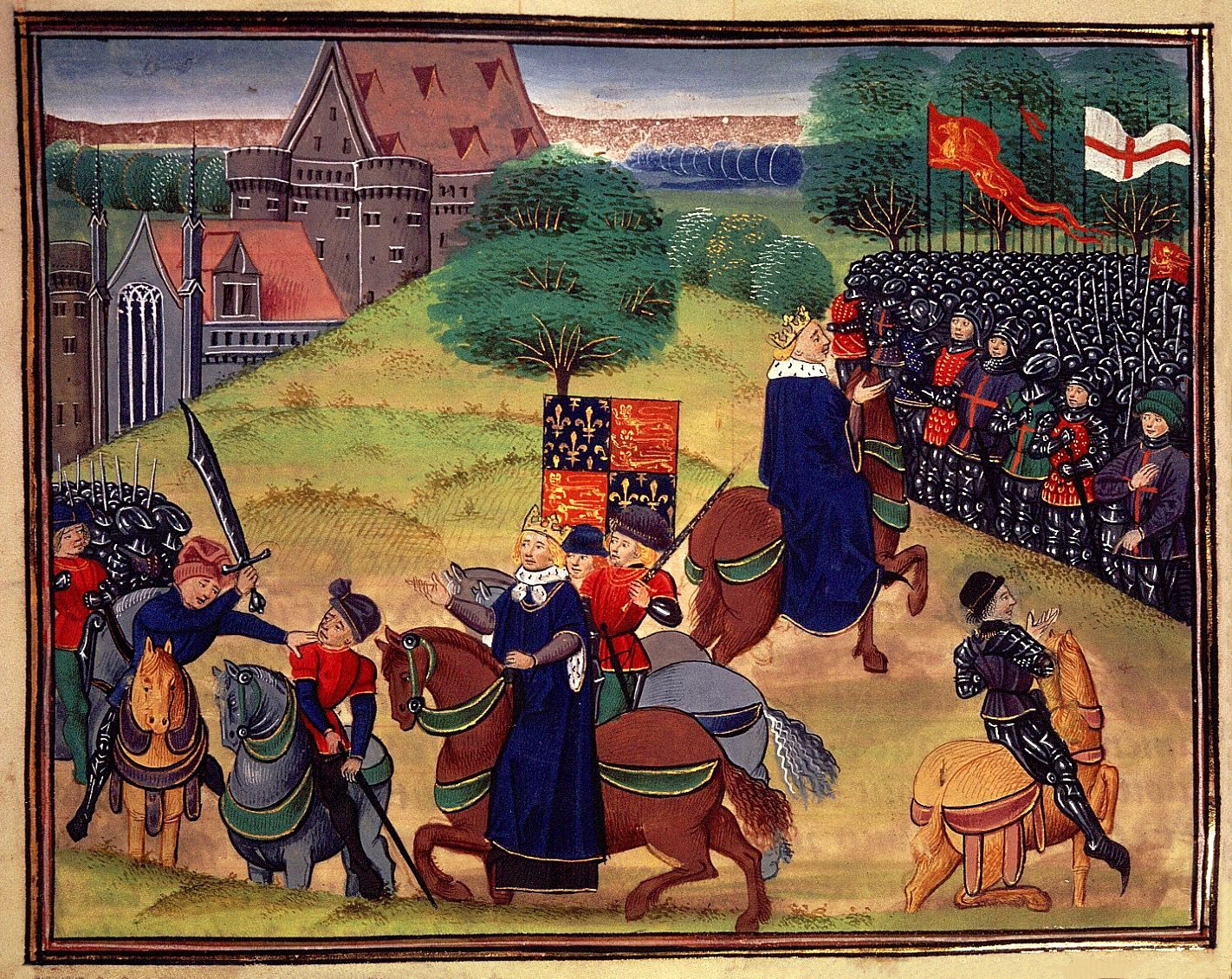
『カンタベリー物語』の中でも言及されている1381年のワット・タイラーの乱を描いた絵（1385年 - 1400年頃、British Library Royal MS 18）

『カンタベリー物語』が書かれた時期は、イングランド史の中でも騒然とした時代だった。カトリック教会は教会大分裂の真っ只中にあった。ヨーロッパではまだ唯一のキリスト教権威だったが、激しい議論が交わされていた。『カンタベリー物語』の中では、ジョン・ウィクリフから始まったイングランド初期の宗教運動ロラード派についての言及がある（『法律家の話』結語）。赦罪状売りがそこから来たとある「ルースイヴァルの僧院（St. Mary Rouncesval hospital）」もある事件を指している。
ワット・タイラーの乱（1381年）やリチャード2世の廃位（1399年）といった事件もこの当時起こり、チョーサーの親友の多くが処刑され、チョーサー自身もロンドンからケントに疎開することを余儀なくされた。

### 影響
『カンタベリー物語』以降、イングランドの作家たちはフランス語やラテン語より自国語である英語を使うようになり、その点で『カンタベリー物語』は英文学に大きな貢献をしたとよく言われる。しかし、チョーサー以前から文学に英語は使われていたし、チョーサーの同時代人でも、ジョン・ガワー、ウィリアム・ラングランド（William Langland）、パール詩人（Pearl Poet。『Pearl』という詩の作者）らが英語で書いていた。しかし、チョーサーが大きな影響力を持っていたのは確かである。

## 評判

### 発表当時
『カンタベリー物語』がどのような人々を想定して書かれたかはわからない。チョーサーは廷臣だったが、宮廷詩人で貴族のために『カンタベリー物語』を書いたことを記す歴史的文献、知人たちの言及は存在しない。声に出して読んで聞かせるために作ったのではないかと示唆する意見もあり、それは当時としては一般的なことだったので、ありうることではある。しかし、『カンタベリー物語』の中でチョーサーが語り手（登場人物）としてではなく作者として自己言及している部分もあり（たとえば『貿易商人の話』）、「読者」も想定していたように見える。
チョーサーが存命中に作品が断片として、あるいは個別作品として出回っていたことは明かである。友人たちの間で回覧されていたが、大部分の人はチョーサーの死後までその存在を知らなかったという説がある。しかし、それ以降は写本の数からもその人気の高かったことは言うまでもない。

### 15世紀
『カンタベリー物語』を最初に評価したのはジョン・リドゲイト（John Lydgate）とトマス・オックリーヴ（Thomas Occleve）で、15世紀中頃になると、多くの評論家がそれに同意した。当時の写本の注解では、中世の評論家が詩を評価する2つの柱、「文」と修辞技術の両方を賞賛している。とくに、『騎士の話』がその両方が充実していると、高い評価を受けていた。

## ロケーション

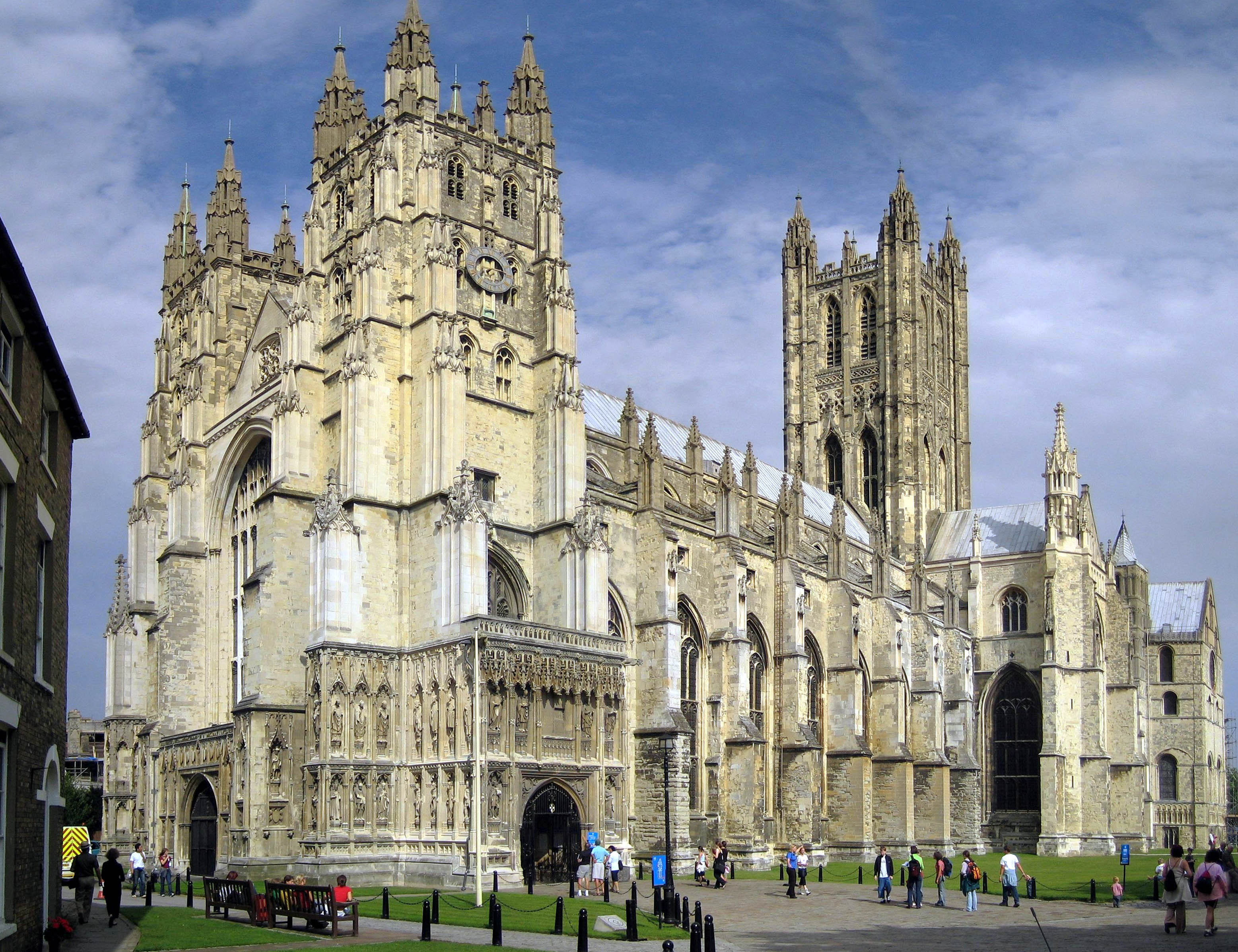
カンタベリー大聖堂（撮影：Hans Musil、2005年9月）

カンタベリー市には『カンタベリー物語』博物館がある。
巡礼のルートがどうなっていたのかの興味の対象で、それに関する続編も書かれている。作者不詳の15世紀の写本『Tale of Beryn』は貿易商人が復路で最初に語る話である。ジョン・リドゲイトの『Siege of Thebes』も復路に語られる話だが、内容は『騎士の話』のオリジナルの前編部分である。

## 大衆文化の中の『カンタベリー物語』

### 小説
- ベルギーの作家ジャン・レーによる幻想小説『新カンタベリー物語（Les Derniers Contes de Canterbury）』（1944年、フランス語）。題名どおり『カンタベリー物語』へのオマージュである。
- SF作家ダン・シモンズのヒューゴー賞受賞作『ハイペリオン』（1989年）は『カンタベリー物語』へのオマージュで、ハイペリオンへ向かう巡礼団がそれぞれの話を物語る。
- 歴史ミステリ作家P・C・ドハティー（P. C. Doherty）は『カンタベリー物語』の登場人物と枠を使った『Canterbury Tales』シリーズ（1994年 - ）を書いている。
- 動物行動学者リチャード・ドーキンスのノンフィクション『祖先の物語 - ドーキンスの生命史』（2004年。原題は『The Ancestor's Tale: A Pilgrimage to the Dawn of Life』で、直訳すると『祖先の話：生命の黎明への巡礼』）は『カンタベリー物語』の構造を使い、動物たちから成る巡礼団がそれぞれの祖先について語る。
- ヘンリー・アーネスト・デュードニーのパズル集『Canterbury Puzzles』。カンタベリー物語の登場人物が互いにパズルを出し合うという趣向であり、本来ならカンタベリー物語に収録されるはずであったという設定付けがされている。

### 映画
- カンタベリー物語（I racconti di Canterbury、1972年） - 監督：ピエル・パオロ・パゾリーニ。ベルリン国際映画祭金熊賞。『貿易商人の話』、『托鉢僧の話』、『料理人の話』（ニネット・ダボリが道楽者ペルキンをチャールズ・チャップリン風に演じる）、『粉屋の話』、『バースの女房の話』、『親分の話』、『赦罪状売りの話』、『刑事の話』（序も含む）。パゾリーニ本人がチョーサーを演じている。
- カンタベリー物語（A Canterbury Tale、1944年） - 監督：マイケル・パウエル&エメリック・プレスバーガー。中世の巡礼団の描写から映画は幕を開けるが、すぐに第二次世界大戦に移行する。『カンタベリー物語』の完全映画化ではなく、枠と構造を使って、イギリスへの愛国心を鼓舞するために作られた戦時宣伝映画。ちなみにマイケル・パウエルはカンタベリーにあるキングズ・スクールの出身。
- セブン（1995年） - モーガン・フリーマン扮するサマセット刑事の愛読書の1つとして登場。
- ROCK YOU!（2001年。原題は『A Knight's Tale』で『騎士の話』にちなんでいる） - チョーサー自身が登場し、これから執筆するカンタベリー物語についてほんの少し触れられている。

### 演劇
- Mike Poulton訳でロイヤル・シェイクスピア・カンパニーが上演。

### 音楽
- エリック・チゾームのオペラ『カンタベリー物語』（1961年完成） - 『バースの女房の話』、『赦罪状売りの話』、『尼院侍僧の話』から成る3幕もの。
- プロコル・ハルム『青い影』（1967年） - 詞の中に『粉屋の話』への言及がある[9]。
- 『テン・サマナーズ・テイルズ』（スティング）